# Diamonds for Breakfast
Diamonds for Breakfast ist das vierte Studioalbum von Amanda Lear. Es wurde 1980 von Ariola Records veröffentlicht.

## Geschichte
Der Großteil der Musik wurde von Anthony Monn komponiert und fast alle Songtexte von Lear geschrieben. Auf diesem Album verließ Lear ihren Disco-Stil für Pop-Rock. Das Albumcover zeigt eine Nahaufnahme von Lears Gesicht mit Tränen aus Tiffany-Diamanten. Das Cover wurde von Pierre et Gilles entworfen.
Das Album war in Deutschland nicht so erfolgreich wie Lears frühere Alben, aber es war für sie ein Durchbruch in Skandinavien. Es beinhaltet zwei Hits, Fabulous (Lover, Love Me) und Diamonds. Die weiteren Singles waren Ho fatto l’amore con me in Italien und Frankreich, When in Skandinavien und Japan auf dem japanischen Markt.

## Titelliste
Seite A
1. Rockin’ Rollin’ (I Hear You Nagging) (Anthony Monn, Amanda Lear) – 3:05
2. I Need a Man (Anthony Monn, Dieter Kawohl, Amanda Lear) – 3:40
3. It’s a Better Life (Anthony Monn, Amanda Lear) – 4:30
4. Oh Boy (Anthony Monn, Amanda Lear) – 4:30
5. Insomnia (Charly Ricanek, Amanda Lear) – 3:15

Seite B
1. Diamonds (Anthony Monn, Amanda Lear) – 4:55
2. Japan (Anthony Monn, Amanda Lear) – 3:15
3. Fabulous (Lover, Love Me) (Rainer Pietsch, Amanda Lear) – 5:25
4. Ho fatto l’amore con me (Cristiano Malgioglio) – 3:15
5. When (Rainer Pietsch, Anthony Monn, Amanda Lear) – 3:25

## Charts und Chartplatzierungen
| ChartsChartplatzierungen | Höchstplatzierung | Wochen/ Monate |
| ------------------------ | ----------------- | -------------- |
| Deutschland (GfK)        | 43 (5 Wo.)        | 5 Wo.          |
| Österreich (Ö3)          | 11 (2 Mt.)        | 2 Mt.          |